# Stephanopis aspera
Stephanopis aspera es una especie de araña del género Stephanopis, familia Thomisidae.

## Distribución
Se distribuye por Australia: Nueva Gales del Sur.

## Taxonomía
Fue descrita por Rainbow en 1893.
Tratamiento taxonómico
La especie aparece registrada y publicada en Rainbow 1893a: 471, pl. 22, f. 1-7.